# Берце, Август
Август Берце (латыш. Augusts Bērce, псевдоним — Арайс (латыш. Arājs); 20 марта (1 апреля) 1890 — 11 июня 1921) — латышский революционер, книгопечатник, писатель, поэт, переводчик, член ЦК ЛКП(б), комиссар социального обеспечения Латвийской Социалистической Советской Республики.

## Биография
Родился в семье батрака. Присоединился к революционному движению в 1905 году в Митаве. В партии выполнял обязанности секретаря и кассира. Литературные произведения писал в тюрьме или ночью, находясь в подполье перевел роман Эптона Синклера «Джимми Хиггинс». В 1919 году — комиссар социального обеспечения Латвийской Социалистической Советской Республики. После её падения в 1921 году арестован, приговорен латвийским судом к смертной казни и расстрелян в Риге.